# Referendum in Irland 2024
Im Referendum in Irland 2024 stimmte das irische Volk am 8. März 2024 über die Einführung des 39. und 40. Zusatzartikels zur Verfassung der Republik Irland ab, die den Artikel 41 der Verfassung abändern sollten. Kernthema der Vorlage war die Anpassung der Sprache zum Thema Familie und Pflege. So sollte die Definition der Familie auch auf langanhaltende Beziehungen abseits der Ehe ausgeweitet werden und die Beschreibung des Lebens der Frau innerhalb des Haushalts mit dortigen Pflichten entfernt und durch die allgemeine Pflege innerhalb der Familie ersetzt werden. Beide Änderungen wurden in dem Referendum mit deutlicher Mehrheit abgelehnt.

## Vorgeschichte
Die Entfernung der geschlechtsspezifischen Sprache wurde erstmals in einem Verfassungskonvent im Jahr 2013 vorgeschlagen. Jedoch wurden andere Themen den Vorzug gegeben, bis es in einer Citizen Assembly zum Thema Gleichstellung der Geschlechter im Jahr 2021 wieder aufgenommen wurde.  Diese schlug Referenden zu drei Themen vor. Neben den nun abgestimmten Bereichen wurde dabei ein Referendum zur Gleichstellung der Geschlechter vorgeschlagen. Es folgte eine lange Diskussionen innerhalb der Regierung, da man eine spaltende Debatte zum Thema Geschlechter vermeiden wollte. Nach mehreren Verschiebungen wurden am 5. Dezember 2023 die Abstimmungstexte veröffentlicht. Dieser wurde daraufhin von vielen Seiten kritisiert, unter anderem von der Opposition und zivilgesellschaftlichen Gruppen, die die Texte als nicht weit genug gehend bewerteten.

## Abstimmungstexte

### 39. Verfassungszusatz

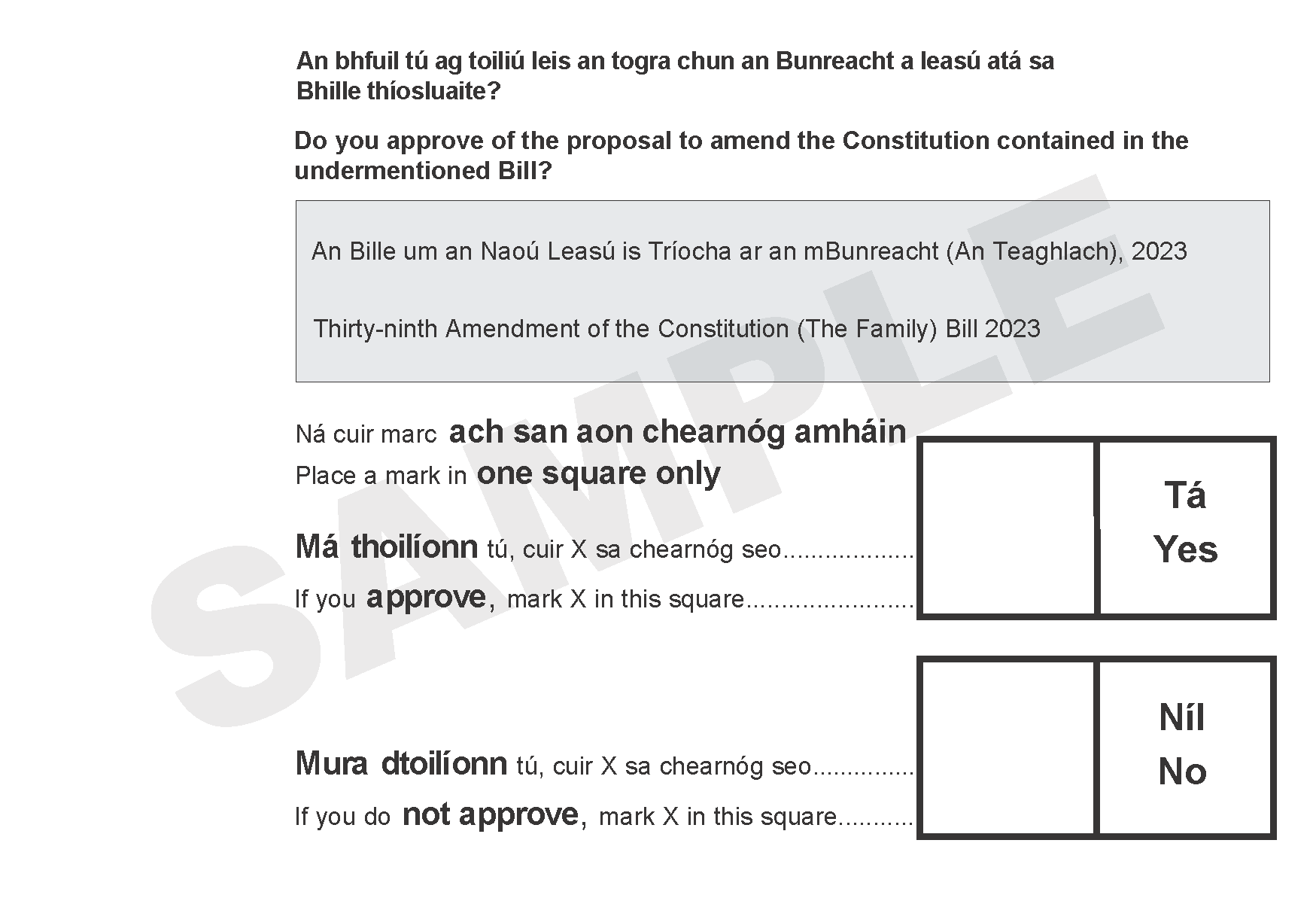
Stimmzettel zum 39. Verfassungszusatz

Der bisherige Artikel lautete (irisch, englisch und deutsche Übersetzung des englischen Texts):

„41.1.1° Admhaíonn an Stát gurb é an Teaghlach is buíon-aonad príomha bunaidh don chomhdhaonnacht de réir nádúir, agus gur foras morálta é ag a bhfuil cearta doshannta dochloíte is ársa agus is airde ná aon reacht daonna.“

“41.1.1° The State recognises the Family as the natural primary and fundamental unit group of Society, and as a moral institution possessing inalienable and imprescriptible rights, antecedent and superior to all positive law.”

„41.1.1° Der Staat erkennt die Familie als die natürliche primäre und grundlegende Gruppe der Gesellschaft und als eine moralische Institution an, die unveräußerliche und unumstößliche Rechte besitzt, die allem positiven Recht vorausgehen und ihm übergeordnet sind.“

und

„41.1.3° Ós ar an bPósadh atá an Teaghlach bunaithe gabhann an Stát air féin coimirce faoi leith a dhéanamh ar ord an phósta agus é a chosaint ar ionsaí.“

“41.1.3° The State pledges itself to guard with special care the institution of Marriage, on which the Family is founded, and to protect it against attack.”

„41.1.3° Der Staat verpflichtet sich, die Institution der Ehe, auf der die Familie beruht, mit besonderer Sorgfalt zu bewahren und gegen Angriffe zu schützen.“

Der Verfassungszusatz hätte die Artikel wie folgt verändert:

„41.1.1° Admhaíonn an Stát gurb é an Teaghlach, bíodh sé bunaithe ar an bpósadh nó ar chóngais bhuanfasacha eile, is buíon-aonad príomha bunaidh don chomhdhaonnacht de réir nádúir, agus gur foras morálta é ag a bhfuil cearta doshannta dochloíte is ársa agus is airde ná aon reacht daonna.“

“41.1.1° The State recognises the Family, whether founded on marriage or on other durable relationships, as the natural primary and fundamental unit group of Society, and as a moral institution possessing inalienable and imprescriptible rights, antecedent and superior to all positive law.”

„41.1.1° Der Staat erkennt die Familie, ob sie auf der Ehe oder auf anderen dauerhaften Beziehungen beruht, als die natürliche primäre und grundlegende Einheit der Gesellschaft und als eine moralische Institution an, die unveräußerliche und unantastbare Rechte besitzt, die jedem positiven Recht vorausgehen und ihm übergeordnet sind.“

und

„41.1.3° Gabhann an Stát air féin coimirce faoi leith a dhéanamh ar ord an phósta agus é a chosaint ar ionsaí.“

“41.1.3° The State pledges itself to guard with special care the institution of Marriage and to protect it against attack.”

„41.1.3° Der Staat verpflichtet sich,  die Institution der Ehe mit besonderer Sorgfalt zu bewahren und sie vor Angriffen zu schützen.“

### 40. Verfassungszusatz
Der bisherige Artikel lautet:

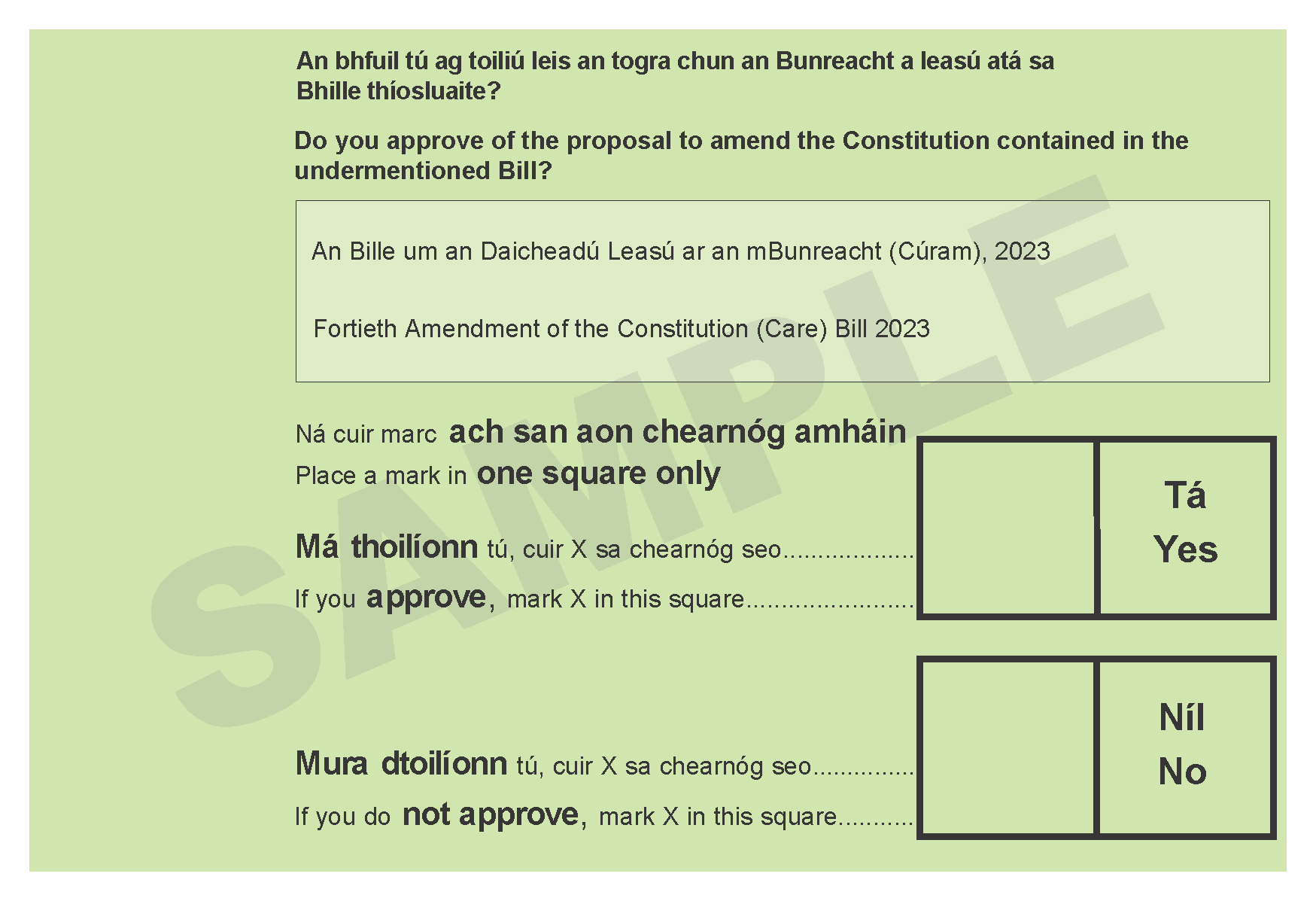
Stimmzettel zum 40. Verfassungszusatz

„41.2.1° Go sonrach, admhaíonn an Stát go dtugann an bhean don Stát, trína saol sa teaghlach, cúnamh nach bhféadfaí leas an phobail a ghnóthú dá éagmais.
41.2.2 Uime sin, féachfaidh an Stát lena chur in áirithe nach mbeidh ar mháithreacha clainne, de dheasca uireasa, dul le saothar agus faillí a thabhairt dá chionn sin ina ndualgais sa teaghlach.“

“41.2.1° In particular, the State recognises that by her life within the home, woman gives to the State a support without which the common good cannot be achieved.
41.2.2° The State shall, therefore, endeavour to ensure that mothers shall not be obliged by economic necessity to engage in labour to the neglect of their duties in the home.”

„41.2.1° Der Staat erkennt insbesondere an, dass die Frau durch ihr häusliches Leben dem Staat eine Stütze ist, ohne die das Gemeinwohl nicht erreicht werden kann.
41.2.2° Der Staat ist daher bestrebt, dafür zu sorgen, daß die Mütter nicht durch wirtschaftliche Notwendigkeit gezwungen werden, unter Vernachlässigung ihrer häuslichen Pflichten zu arbeiten.“

Der Verfassungszusatz hätte den Artikel wie folgt verändert:

„42B Admhaíonn an Stát go dtugtar taca don Chomhdhaonnacht, ar taca é nach bhféadfaí leas an phobail a ghnóthú dá éagmais, de bhíthin cúram a bheith á thabhairt ag daoine de theaghlach dá chéile toisc na snaidhmeanna atá eatarthu, agus beidh an Stát ag dréim le tacú leis an gcúram sin a thabhairt.“

“42B The State recognises that the provision of care, by members of a family to one another by reason of the bonds that exist among them, gives to Society a support without which the common good cannot be achieved, and shall strive to support such provision.”

„42B Der Staat erkennt an, dass die Fürsorge der Familienmitglieder füreinander aufgrund der zwischen ihnen bestehenden Bindungen der Gesellschaft eine Stütze ist, ohne die das Gemeinwohl nicht erreicht werden kann, und ist bestrebt, diese Fürsorge zu fördern.“

## Haltungen der im Parlament vertretenen Parteien
Folgende im Parlament vertretene Parteien befürworteten die Zusatzartikel.
- Fine Gael
- Fianna Fáil
- Irish Labour Party
- Green Party
- People Before Profit
- Social Democrats
- Sinn Féin

Folgende im Parlament vertretene Parteien lehnten die Zusatzartikel ab.
- Aontú
- Independent Ireland

## Ergebnisse

### 39. Verfassungszusatz

Abstimmungsergebnisse in den 39 Wahlkreisen (Prozent Nein-Stimmen)

Abstimmungsergebnisse in den 39 Wahlkreisen (Prozent Nein-Stimmen)

Der Verfassungszusatz zum Thema Familie wurde mit dem folgenden Ergebnis abgelehnt:
| Wahl               | Stimmen   | %    |
| ------------------ | --------- | ---- |
| Ja                 | 487,564   | 32,3 |
| Nein               | 1.021.546 | 67,7 |
| Gültige Stimmen    | 1.509.110 |      |
| Ungültige Stimmen  | 16.105    |      |
| Abgegebene Stimmen | 1.525.215 | 44,4 |
| Stimmberechtigte   | 3.438.566 | 100  |

### 40. Verfassungszusatz
Der Verfassungszusatz zum Thema Pflege wurde mit dem folgenden Ergebnis abgelehnt:
| Wahl               | Stimmen   | %    |
| ------------------ | --------- | ---- |
| Ja                 | 393,053   | 26,1 |
| Nein               | 1.114.620 | 73,9 |
| Gültige Stimmen    | 1.507.673 |      |
| Ungültige Stimmen  | 17.548    |      |
| Abgegebene Stimmen | 1.525.221 | 44,4 |
| Stimmberechtigte   | 3.438.566 | 100  |